# Трохетия
Трохетия (лат. Trochetia) — род растений семейства мальвовых, включает 18 видов. Ранее род относили к семейству Стеркулиевые, сегодня распределённого по нескольким подсемействам мальвовых. Трохетии относят к подсемейству домбеевые (Dombeyoideae). Классифицирован род в 1823 году Декандолем и назван в честь французского ботаника Анри Дютроше.

## Ареал
Все виды трохетии являются эндемиками Маскаренских островов. Некоторые виды произрастают лишь на одном из островов, другие — на нескольких близлежащих. Практически все виды уязвимые. Трохетия мелкоцветковая (Trochetia parviflora) считалась с 1863 года вымершей в дикой природе, но в 2001 году несколько десятков растений было найдено на Маврикии.

## Ботаническое описание
Трохетии — кустарники или невысокие деревья высотой до 8 м высотой. Цветки двуполые, в зависимости от вида белого, розового, оранжевого, красного цветов, колокольчатые, обычно собраны в кисть, реже одиночные. Плод — коробочка. Листья овальные, ксерофитные, грязно-зелёного цвета.
В опылении цветков участвуют пчёлы, фельзумы, а также птицы, такие как маскаренская белоглазка (Zosterops borbonicus) на Реюньоне и Маврикии и оливковая белоглазка (Zosterops olivaceus) на Маврикии.
Из видов наиболее известны редчайшая трохетия мелкоцветковая, а также трохетия Бутона (Trochetia boutoniana), с 12 марта 1992 года считающаяся национальным цветком Маврикия. На Реюньоне произрастает Trochetia granulata.